# Онцидиум
Онцидиум (лат. Oncidium) — род многолетних травянистых растений семейства Орхидные.
Аббревиатура родового названия — Onc.
Большинство представителей рода эпифиты, реже литофиты и наземные растения. Широко распространены в Центральной и Южной Америке, на юге Флориды и на Антильских островах. 
 Эпифиты, реже литофиты и наземные растения. Встречаются в лесах различного типа на высотах от 0 до 4000 метров над уровнем моря.
Многие представители рода и гибриды с их участием популярны в комнатном и оранжерейном цветоводстве, а также широко представлены в ботанических садах.

## Синонимы
В синонимику рода входят следующие названия:
- Chelyorchis Dressler & N.H. Williams 2000
- Coppensia Dum. 1835
- Cyrtochilos Spreng. 1826
- Olgasis Raf. 1837
- Xeilyathum Raf. 1837
- Gynizodon Raf. 1838
- Xaritonia Raf. 1838
- Baptistonia Barb.Rodr. 1877
- Papiliopsis E.Morren ex Cogn. & Marchal 1974
- Jamaiciella Braem 1980
- Gudrunia Braem 1993

## Этимологияи история описания
Описан шведским ботаником Петером Улофом Сварцем по Oncidium altissimum в 1800 году.
Латинское название рода происходит от греческих слов «onkos» — бугорок, масса, объём, вздутость, опухоль и «eidos» — вид, образ, образец. Название связано с особенностями строения губы онцидиумов.

## Морфологическое описание
Цветки, как правило, различных оттенков жёлтого, оранжевого или коричневого цвета цвета, с белым. Красная окраска лепестков встречается редко, поскольку глаза большинства насекомых опылителей не чувствительны к красному цвету. 

Колонка короткая и крылатая. Основание губы не параллельно колонке.

## Систематика
Систематика рода не устоявшаяся.
В последние десятилетия, в связи с появлением новых методов исследования, значительную часть видов рода онцидиум выделили или пытаются выделить в отдельные более мелкие роды: (Psygmorchis, Tolumnia, Caucaea, Chelyorchis, Cyrtochilum, Cyrtochiloides, Otoglossum, Psychopsis, Psychopsiella, Trichocentrum и Zelenkoa).
По последним данным, систематики предполагают включить виды, относящиеся к родам Cochlioda, Collarestuartense, Mexicoa, Miltonioides, Odontoglossum, Sigmatostalix, Solenidiopsis и Symphyglossum, в род Oncidium; виды, ранее относившиеся к онцидиумам из родов Lophiaris и Cohniella, — в род Trichocentrum; виды рода Psygmorchis и Oncidium cristagalli перенести в род Erycina.

## Виды
По информации базы данных The Plant List, род включает 341 вид. Некоторые из них:
- Oncidium altissimum (Jacq.) Sw. typus
- Oncidium cheirophorum Rchb.f. — Онцидиум руконосный, или Онцидиум хеирофорум

## Природные гибриды
- Onc. ×ann-haddera Moir, 1972. (Oncidium haitiense × Oncidium variegatum)
- Onc. ×cassolanum V.P.Castro & Campacci, 2001. (Oncidium cornigerum × Oncidium riograndense)
- Onc. ×colnagoi Pabst, 1976. (Oncidium forbesii × Oncidium zappii)
- Onc. ×domingense Moir, 1969. (Oncidium haitiense × Oncidium variegatum subsp. scandens)
- Onc. ×floride-phillipsae Moir & A.D.Hawkes, 1967. (Oncidium prionochilum × Oncidium variegatum)
- Onc. ×gardstyle Braem & Campacci, 1995. (Oncidium dasystyle × Oncidium gardneri)
- Onc. ×inopinatum Christenson, 2003. (Oncidium karwinskii × Oncidium unguiculatum)
- Onc. ×litum Rchb.f., Gard. Chron., 1883. (Oncidium crispum × Oncidium forbesii)
- Onc. ×scullyi Pabst & A.F.Mello, 1977. (Oncidium gardneri × Oncidium gravesianum)

## Фотогалерея

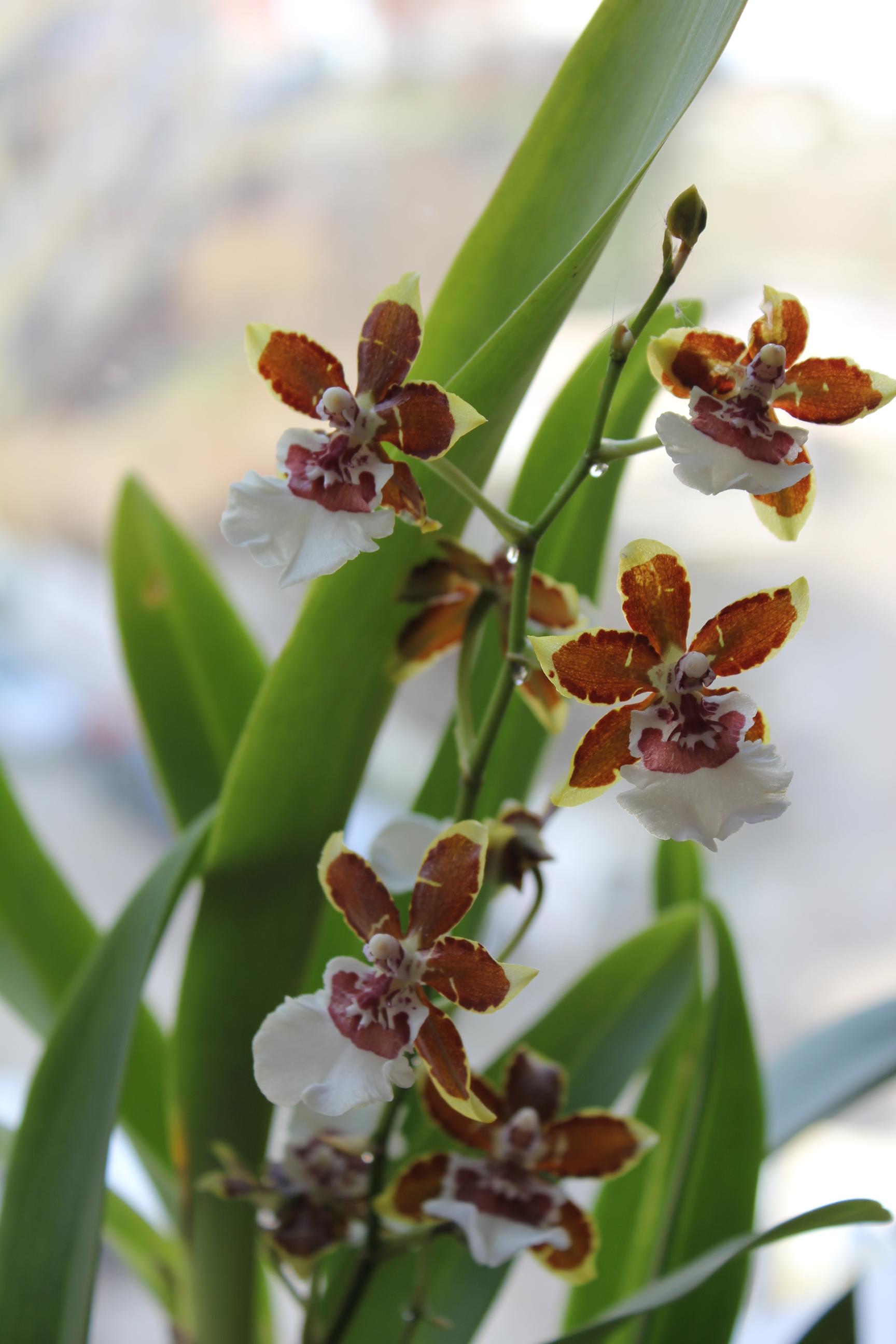
Oncidium Colmanara Jungle Monarch, цветущая ветвь
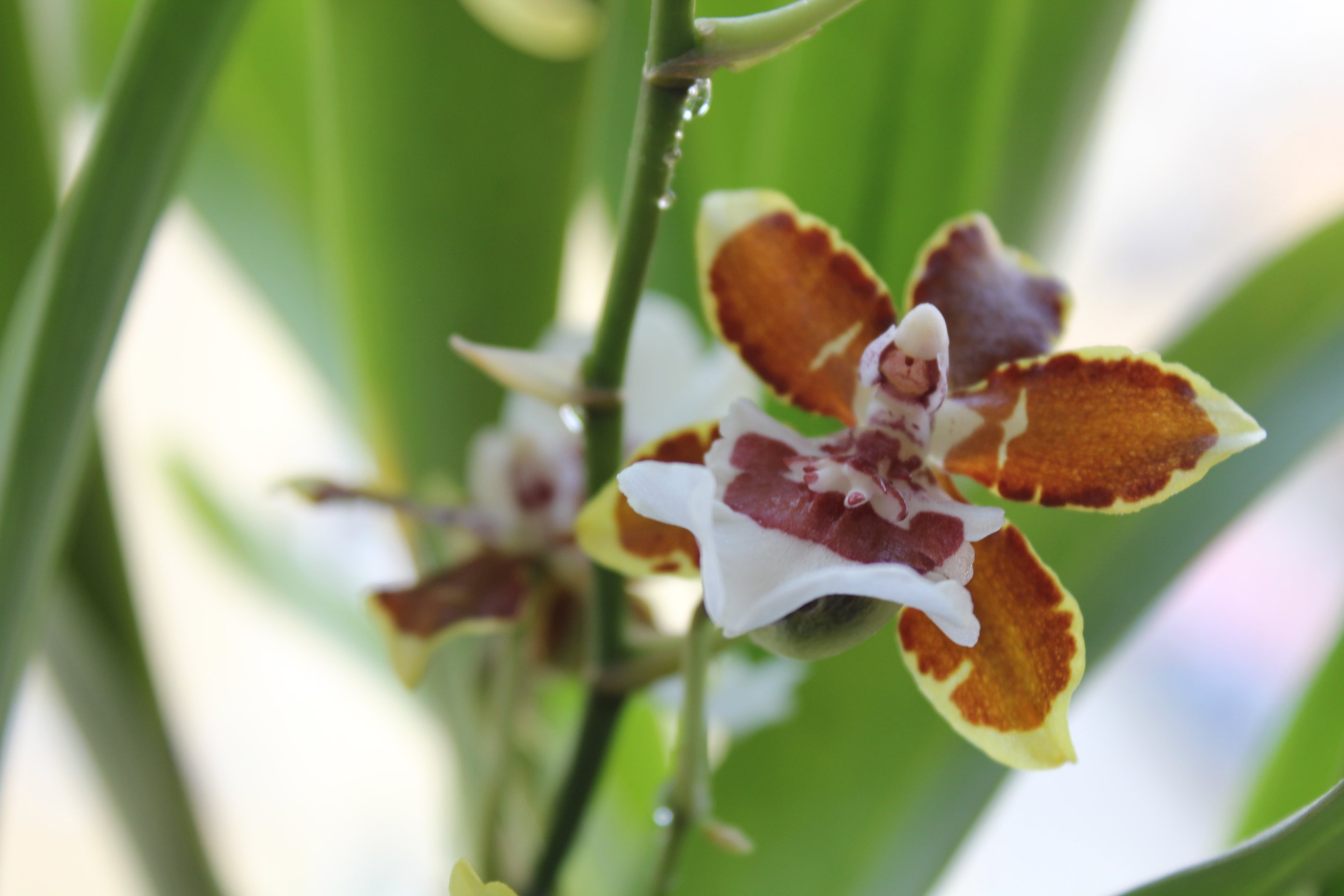
Oncidium Colmanara Jungle Monarch, цветок крупным планом
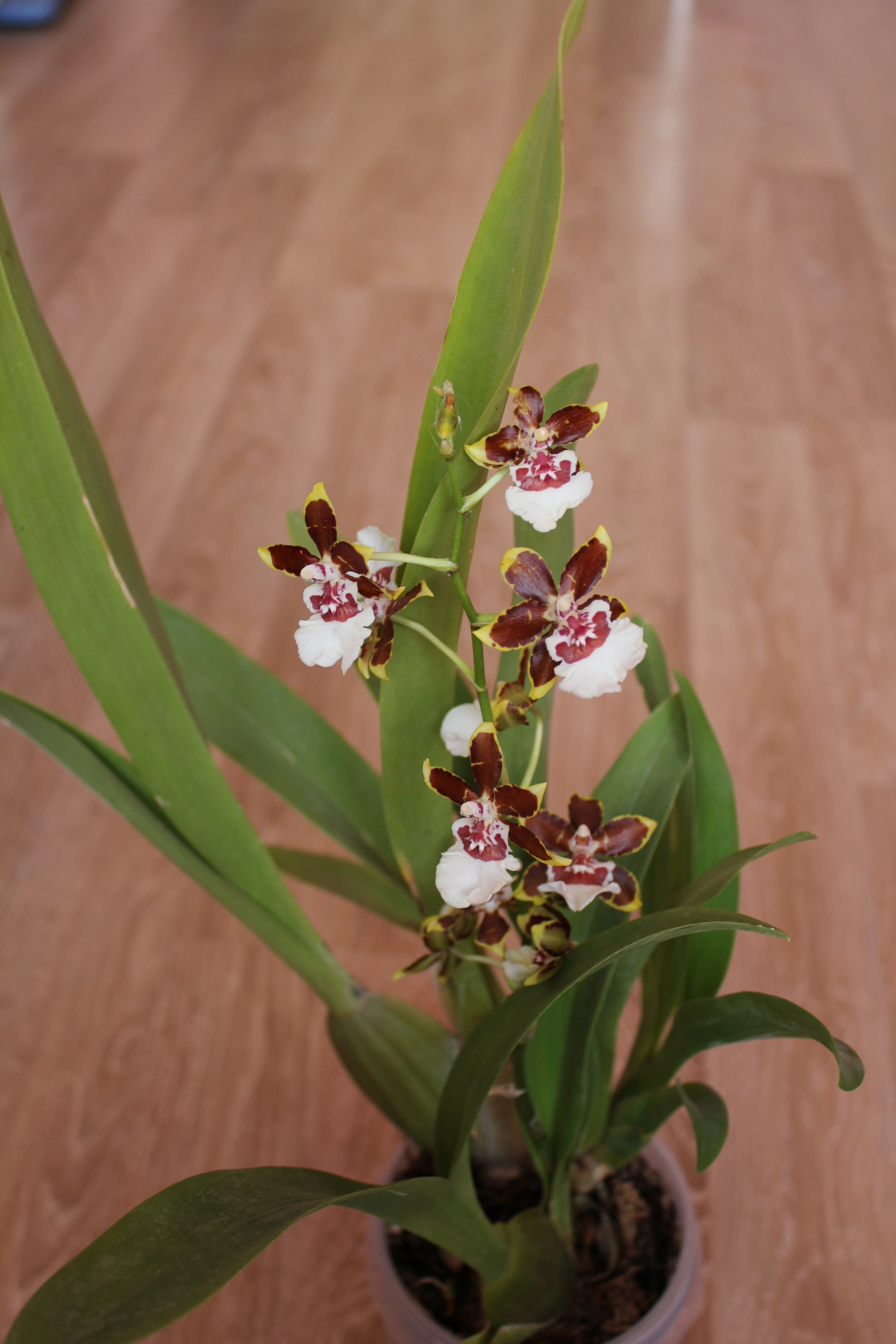
Oncidium Colmanara Jungle Monarch, растение в горшочке

## Охрана исчезающих видов
Все виды рода Онцидиум входят в Приложение II Конвенции CITES. Цель Конвенции состоит в том, чтобы гарантировать, что международная торговля дикими животными и растениями не создаёт угрозы их выживанию.

## В культуре

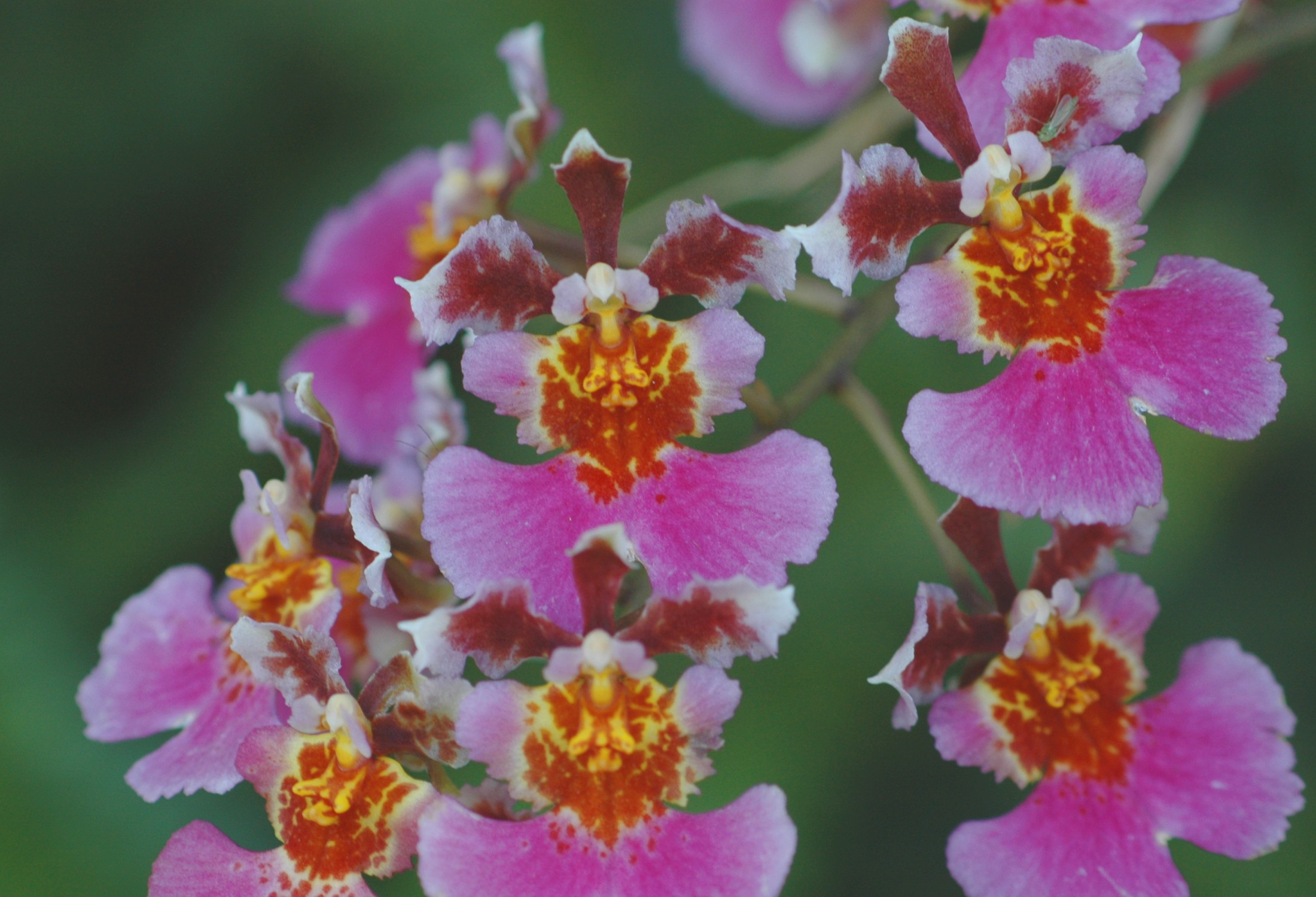
Гибридный онцидиум

Все виды по температурным условиям содержания можно разделить на три условные группы.
- Виды холодного содержания (Oncidium flexuosum, Oncidium varicosum).

Лето (день\ночь): 15-18°С, 7-15°С. 

Зима (день\ночь): 10-15°С, 7-10°С.
- Виды умеренного содержания (Oncidium sphacelatum, Oncidium cheirophorum, Oncidium splendidum).

Лето (день\ночь): 18-25°С, 15-18°С 

Зима (день\ночь): 18-20°С, 12-15°С
- Теплолюбивые виды (Oncidium lanceanum, Oncidium stacyi).

Лето (день\ночь): 20-25°С, 18-20°С 

Зима (день\ночь): 20-25°С, 18-20°С
Посадка на блок, в корзинку для эпифитов, пластиковый или керамический горшок. 
Субстрат — смесь сосновой коры средней фракции (кусочки от 0,5 до 1,0 см), перлита и древесного угля.
Большинство видов и гибридов не переносят застоя влаги. Между поливами, субстрат должен успеть полностью просохнуть. 
Для полива лучше не использовать жесткую воду, многие виды онцидиумов и гибриды с участием представителей этого рода плохо переносят засоление субстрата.
Относительная влажность воздуха от 40 % и выше, в зависимости от требований вида.
Наличие движения воздуха вокруг корневой системы способствует максимальному росту, а также уменьшает риск возникновения бактериальных и грибковых инфекций. Места содержания растений желательно оборудовать постоянно работающими вентиляторами..

## Искусственныегибриды(грексы)
- Onc. ×Twinkle — Oncidium cheirophorum × Oncidium ornithorhynchum
- Onc. Sharry Baby Beall, D.O’Flaherty 1983

## Названия межродовыхгибридов(грексов) с участием представителей рода Онцидиум
- Adacidium : Adcm (Ada × Oncidium)

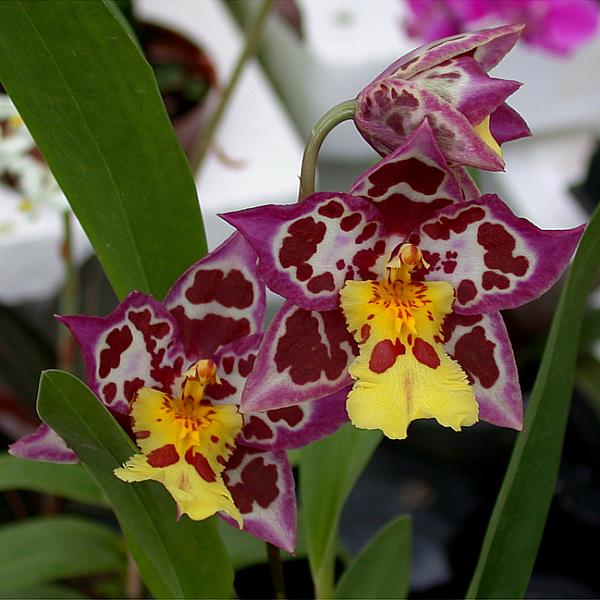
Wilsonara «Jungle Moss Rain Forest»

- Aliceara : Alcra (Brassia × Laelia × Oncidium)
- Alexanderara : Alxra (Brassia × Cochlioda × Odontoglossum × Oncidium)
- Aspasium : Aspsm (Aspasia × Oncidium)
- Bakerara : Bak (Brassia × Miltonia × Odontoglossum × Oncidium)
- Baldwinara : Bdwna (Aspasia × Cochlioda × Odontoglossum × Oncidium)
- Barbosaara : Bbra (Cochlioda × Gomesa × Odontoglossum × Oncidium)
- Baumannara : Bmnra (Comparettia × Odontoglossum × Oncidium)
- Brassidium : Brsdm (Brassia × Oncidium)
- Brilliandeara : Brlda (Aspasia × Brassia × Cochlioda × Miltonia × Odontoglossum × Oncidium)
- Burkhardtara : Bktra (Leochilus × Odontoglossum × Oncidium × Rodriguezia)
- Burregeara: Burr (Odontoglossum × Cochlioda × Oncidium × Miltonia)
- Campbellara : Cmpba (Odontoglossum × Oncidium × Rodriguezia)
- Carpenterara : Cptra (Baptistonia × Odontoglossum × Oncidium)
- Colmanara: Colm (Miltonia × Oncidium × Odontoglossum)
- Crawwhayara : Craw (Aspasia × Brassia × Miltonia × Oncidium)
- Dunningara : Dngra (Aspasia × Miltonia × Oncidium)
- Georgeblackara : (Comparettia × Leochilus × Oncidium × Rodriguezia)
- Goodaleara : Gdlra (Brassia × Cochlioda × Miltonia × Odontoglossum × Oncidium)
- Howeara : Hwra (Leochilus × Oncidium × Rodriguezia)
- Ionocidium : Incdm (Ionopsis × Oncidium)
- Johnkellyara : Jkl (Brassia × Leochilus × Oncidium × Rodriguezia)
- Leocidpasia : Lcdpa (Aspasia × Leochilus × Oncidium)
- Leocidmesa : Lcmsa (Gomesa × Leochilus × Oncidium)
- Liebmanara : Lieb (Aspasia × Cochlioda × Oncidium)
- Lockcidium : Lkcdm (Lockhartia × Oncidium)
- Maclellanara : Mclna (Brassia × Odontoglossum × Oncidium)
- Miltadium : Mtadm (AAda × Miltonia × Oncidium)
- Miltonidium : Mtdm (Miltonia × Oncidium)
- Notylidium : Ntldm (Notylia × Oncidium)
- Norwoodara : Nwda (Brassia × Miltonia × Oncidium × Rodriguezia)
- Odontocidium : Odcdm (Odontoglossum × Oncidium)
- Oncidioda : Oncda (Cochlioda × Oncidium)
- Oncidiella : Onclla (Oncidium × Rodrigueziella)
- Oncidenia : Oncna (Macradenia × Oncidium)
- Oncidesa : Oncsa (Gomesa × Oncidium)
- Oncidettia : Onctta (Comparettia × Oncidium)
- Oncidpilia : Oncpa (Oncidium × Trichopilia)
- Ornithocidium : Orncm (Oncidium × Ornithophora)
- Pettitara : Pett (Ada × Brassia × Oncidium)
- Phragmipaphium : Phrphm (Oncidium × Phragmipedium)
- Richardsonara : Rchna (Aspasia × Odontoglossum × Oncidium)
- Rodricidium : Rdcm (Oncidium × Rodriguezia)
- Sauledaara : Sdra (Aspasia × Brassia × Miltonia × Oncidium × Rodriguezia)
- Shiveara : Shva (Aspasia × Brassia × Odontoglossum × Oncidium)
- Trichocidium : Trcdm (Oncidium × Trichocentrum)
- Vanalstyneara : Vnsta (Miltonia × Odontoglossum × Oncidium × Rodriguezia)
- Warneara : Wnra (Comparettia × Oncidium × Rodriguezia)
- Wilsonara: Wils (Odontoglossum × Cochlioda × Oncidium)
- Withnerara : With (Aspasia × Miltonia × Odontoglossum × Oncidium)